# 伊敷 (鹿児島市)
伊敷（いしき）は、鹿児島県鹿児島市の町丁。旧薩摩国鹿児島郡鹿児島近在上伊敷村、鹿児島郡伊敷村大字上伊敷。郵便番号は伊敷一丁目から伊敷八丁目までは890-0008、伊敷町は4710番地から4741番地まで及び4747番地から4761番地3までは891-1203、その他は890-0003。伊敷一丁目から伊敷八丁目まで及び伊敷町があり、伊敷一丁目から伊敷八丁目までの全域で住居表示を実施している。人口は7,802人、世帯数3,753世帯（2020年4月1日現在）。

## 地理
鹿児島市の中北部、甲突川の中流域に位置している。町域の北方には皆与志町、花野光ヶ丘、南方には小野、小野町、下伊敷、西方には犬迫町、東方には岡之原町、西伊敷、千年、下田町、伊敷台がそれぞれ隣接している。
町域の中央部を甲突川が南北に流れており、それに沿って国道3号が通っている。また北東部から南西部を九州自動車道が通り、鹿児島北インターチェンジが所在している。福岡方面と指宿方面の出入り口は甲突川を挟んで反対側にあり、国道3号と指宿側出入り口を結ぶ鹿児島県道18号鹿児島北インター線が通る。

### 河川
- 甲突川
  - 花野川
  - 犬迫川
  - 長井田川
  - 山崎川

## 歴史

### 前史
肝付氏の祖となる伴兼行が平安時代頃に薩摩国鹿児島神食村に居住していたとされ、神食村は現在の伊敷のことを指すとされる。

### 中世の上伊敷村
古くは伊敷として下伊敷（現在の下伊敷）と共に1村であったが、南北朝時代頃に伊敷村は上下に分割されたとされる。
上伊敷村という地名は南北朝時代より見え、薩摩国鹿児島郡のうちであった。正平13年（1359年）の島津氏久宛行状に「鹿児島郡内上伊敷村地頭職」と見えるのが上伊敷の地名の初見であると考えられており、この宛行状により山田忠経に宛がわれた。同年には上伊敷村及び下田村（現在の下田町）の地頭職が山田忠経に宛がわれた。永享11年（1439年）に島津持久によって鹿児島郡上伊敷流田三段が諏訪大明神に寄進されている。

### 近世の上伊敷村
江戸時代の上伊敷村は薩摩国鹿児島郡鹿児島近在のうちであった。鹿児島近在のうちでは「遠名」に区分された。村高は「天保郷帳」では1,886石余、「郡村高辻帳」では1,886石余、「三州御治世要覧」では1,893石余、「旧高旧領取調帳」では1,820石余であった。村内の仮屋には藩の役所が置かれた。明和年間に上伊敷村において検地・門割が行われた。
甲突川には文化年間に切石を積み上げた、石堰（石井手用水）が作られ、草牟田村（現在の草牟田）から荒田村（現在の上荒田町）に至る区域の灌漑用水として使用された。

### 町村制施行以降
1889年（明治22年）4月1日に町村制が施行されたのに伴い、鹿児島近在のうち上伊敷村、下伊敷村、小野村、犬迫村、小山田村、皆房村、比志島村の区域より鹿児島郡伊敷村が成立した。それまでの上伊敷村は伊敷村の大字「上伊敷」となった。
1899年（明治32年）には大平田に伊敷高等小学校が新設され、1899年（明治32年）には尋常科が併設され伊敷尋常高等小学校となった。
1950年（昭和25年）10月1日には、伊敷村が鹿児島郡東桜島村とともに鹿児島市に編入された。これに伴い、同年10月18日に鹿児島県公報に掲載された鹿児島県の告示である「 鹿兒島市の一部大字の變更」により、伊敷村が鹿児島市に編入された10月1日に大字上伊敷の区域を以て新たに鹿児島市の町「伊敷町」が設置された。
1977年（昭和52年）7月11日に伊敷団地地区（伊敷団地周辺地区）において住居表示が実施されることとなった。これに伴い、7月6日に鹿児島県公報に掲載された「町の区域の設定」（鹿児島県告示）により町域の再編が実施されることとなり千年団地の区域にあたる伊敷町の区域より千年一丁目、千年二丁目が設置され、伊敷団地の区域にあたる伊敷町の一部より西伊敷一丁目、西伊敷二丁目、西伊敷三丁目、伊敷町・岡之原町の各一部より西伊敷四丁目が設置された。
1995年（平成7年）10月5日に下伊敷町の一部が伊敷町に編入された。2002年（平成14年）11月18日には伊敷ニュータウン地区のほとんどにおいて住居表示が実施されることとなったのに伴い、伊敷町及び下伊敷町の一部より伊敷台一丁目、伊敷台二丁目、伊敷台三丁目、伊敷台四丁目、伊敷台五丁目、伊敷台六丁目が設置された。なお、伊敷ニュータウン地区の一部、みずがめ座公園周辺は伊敷台に移行せず、2004年（平成16年）2月16日に設置された伊敷三丁目に含まれることとなった。
2004年（平成16年）2月16日には伊敷地区において住居表示が実施されることとなったのに伴い、伊敷町の一部より「伊敷一丁目」、「伊敷二丁目」、「伊敷三丁目」、「伊敷四丁目」、「伊敷五丁目」、「伊敷六丁目」、「伊敷七丁目」、「伊敷八丁目」が設置された。

### 町域の変遷
| 実施後               | 実施年             | 実施前           |
| -------------------- | ------------------ | ---------------- |
| 千年一丁目（新設）   | 1977年（昭和52年） | 伊敷町（一部）   |
| 千年二丁目（新設）   | 1977年（昭和52年） | 伊敷町（一部）   |
| 西伊敷一丁目（新設） | 1977年（昭和52年） | 伊敷町（一部）   |
| 西伊敷二丁目（新設） | 1977年（昭和52年） | 伊敷町（一部）   |
| 西伊敷三丁目（新設） | 1977年（昭和52年） | 伊敷町（一部）   |
| 西伊敷四丁目（新設） | 1977年（昭和52年） | 伊敷町（一部）   |
| 西伊敷四丁目（新設） | 1977年（昭和52年） | 岡之原町（一部） |
| 伊敷町（編入）       | 1995年（平成7年）  | 下伊敷町（一部） |
| 伊敷台一丁目（新設） | 2002年（平成14年） | 伊敷町（一部）   |
| 伊敷台一丁目（新設） | 2002年（平成14年） | 下伊敷町（一部） |
| 伊敷台二丁目（新設） | 2002年（平成14年） | 伊敷町（一部）   |
| 伊敷台二丁目（新設） | 2002年（平成14年） | 下伊敷町（一部） |
| 伊敷台三丁目（新設） | 2002年（平成14年） | 伊敷町（一部）   |
| 伊敷台三丁目（新設） | 2002年（平成14年） | 下伊敷町（一部） |
| 伊敷台四丁目（新設） | 2002年（平成14年） | 伊敷町（一部）   |
| 伊敷台四丁目（新設） | 2002年（平成14年） | 下伊敷町（一部） |
| 伊敷台五丁目（新設） | 2002年（平成14年） | 伊敷町（一部）   |
| 伊敷台五丁目（新設） | 2002年（平成14年） | 下伊敷町（一部） |
| 伊敷台六丁目（新設） | 2002年（平成14年） | 伊敷町（一部）   |
| 伊敷台六丁目（新設） | 2002年（平成14年） | 下伊敷町（一部） |
| 伊敷一丁目（新設）   | 2004年（平成16年） | 伊敷町（一部）   |
| 伊敷二丁目（新設）   | 2004年（平成16年） | 伊敷町（一部）   |
| 伊敷三丁目（新設）   | 2004年（平成16年） | 伊敷町（一部）   |
| 伊敷四丁目（新設）   | 2004年（平成16年） | 伊敷町（一部）   |
| 伊敷五丁目（新設）   | 2004年（平成16年） | 伊敷町（一部）   |
| 伊敷六丁目（新設）   | 2004年（平成16年） | 伊敷町（一部）   |
| 伊敷七丁目（新設）   | 2004年（平成16年） | 伊敷町（一部）   |
| 伊敷八丁目（新設）   | 2004年（平成16年） | 伊敷町（一部）   |

## 文化財

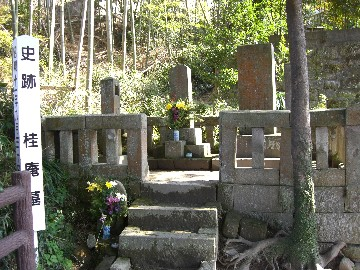
桂菴墓（国の史跡名勝天然記念物）

### 国指定
- 桂菴墓（史跡）[31]
1936年（昭和11年）9月3日指定[32]。

### 市指定
- 肥田の田の神（有形民俗文化財（民俗資料））[33]
- 新村の田の神（有形民俗文化財（民俗資料））[33]

## 施設

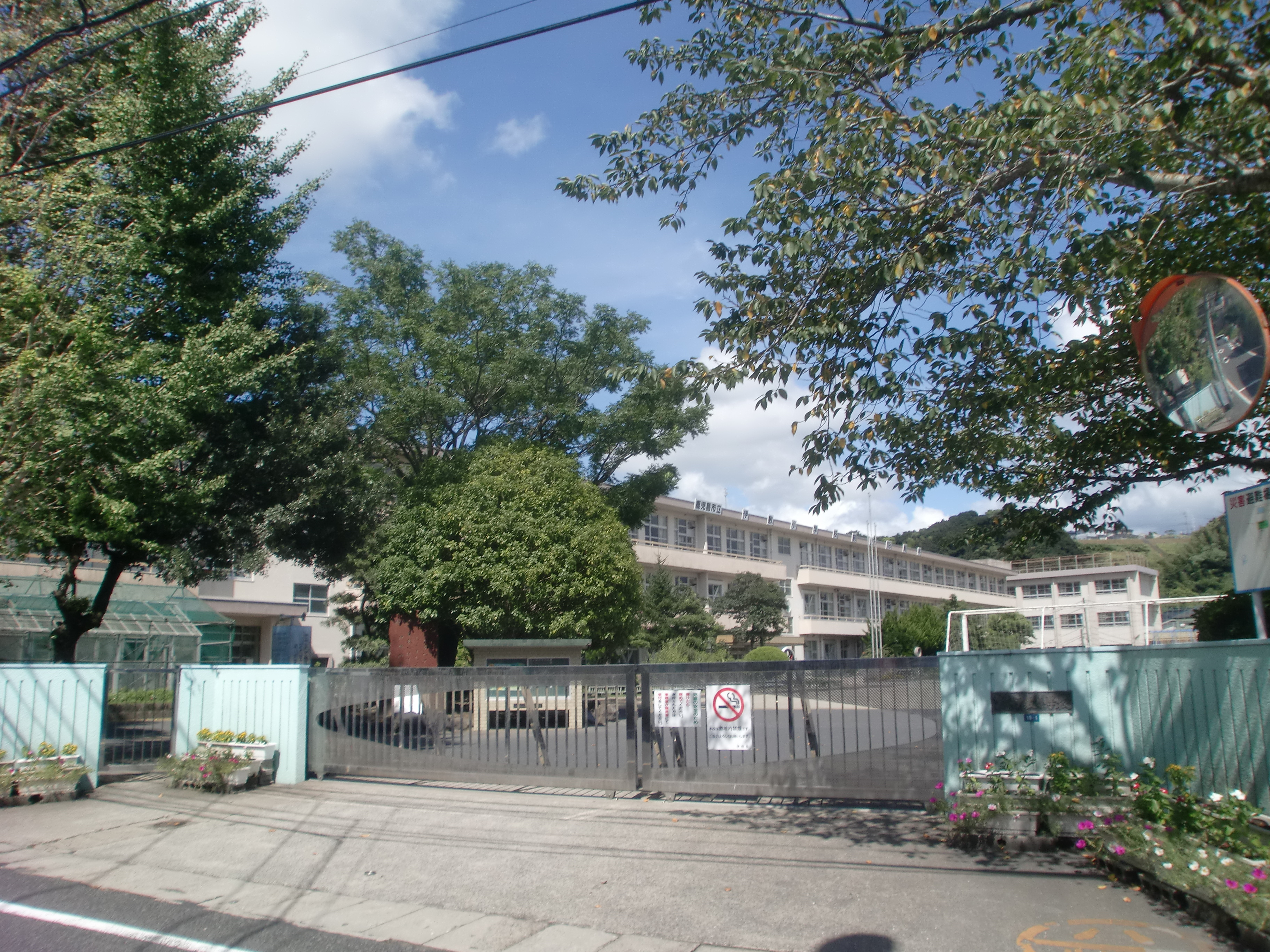
鹿児島市立伊敷小学校

鶴田義行像（伊敷八丁目）

### 公共
- 鹿児島市役所伊敷支所[34]
- 鹿児島市消防局西消防署伊敷分遣隊[35]
- 鹿児島市伊敷公民館[36]
  - 鹿児島市立図書館伊敷公民館図書室[37]

### 教育
- 鹿児島市立伊敷小学校[38]
- 伊敷幼稚園[39]
- 伊敷保育園

### 郵便局
- 伊敷郵便局[40]
- 鹿児島大平田郵便局[41]

### 寺社
- 諏訪神社
- 西本願寺伊敷出張所
- 梅ケ渕観音院

### その他
- 鶴田義行像
- コーアツ工業本社

## 人口

### 町丁別
|            | 世帯数 | 人口  |
| ---------- | ------ | ----- |
| 伊敷一丁目 | 810    | 1,572 |
| 伊敷二丁目 | 383    | 678   |
| 伊敷三丁目 | 476    | 1,104 |
| 伊敷四丁目 | 158    | 343   |
| 伊敷五丁目 | 661    | 1,426 |
| 伊敷六丁目 | 359    | 792   |
| 伊敷七丁目 | 464    | 998   |
| 伊敷八丁目 | 240    | 496   |
| 伊敷町     | 202    | 393   |

### 国勢調査
以下の表は国勢調査による小地域集計の2000年以降の人口の推移である。
| 年                 | 人口   |
| ------------------ | ------ |
| 2000年（平成12年） | 16,023 |
| 2005年（平成17年） | 8,488  |
| 2010年（平成22年） | 8,245  |
| 2015年（平成27年） | 7,804  |

## 小・中学校の学区
市立小・中学校に通う場合、学区（校区）は以下の通りとなる。
| 町丁       | 番・番地 | 小学校                 | 中学校                 |
| ---------- | -------- | ---------------------- | ---------------------- |
| 伊敷一丁目 | 1-5      | 鹿児島市立玉江小学校   | 鹿児島市立伊敷中学校   |
| 伊敷一丁目 | 上記以外 | 鹿児島市立伊敷小学校   | 鹿児島市立伊敷台中学校 |
| 伊敷二丁目 | 全域     | 鹿児島市立伊敷小学校   | 鹿児島市立伊敷台中学校 |
| 伊敷三丁目 | 全域     | 鹿児島市立伊敷小学校   | 鹿児島市立伊敷台中学校 |
| 伊敷四丁目 | 全域     | 鹿児島市立伊敷小学校   | 鹿児島市立伊敷台中学校 |
| 伊敷五丁目 | 全域     | 鹿児島市立伊敷小学校   | 鹿児島市立伊敷台中学校 |
| 伊敷六丁目 | 全域     | 鹿児島市立伊敷小学校   | 鹿児島市立伊敷台中学校 |
| 伊敷七丁目 | 全域     | 鹿児島市立伊敷小学校   | 鹿児島市立伊敷台中学校 |
| 伊敷八丁目 | 全域     | 鹿児島市立伊敷小学校   | 鹿児島市立伊敷台中学校 |
| 伊敷町     | 7499     | 鹿児島市立伊敷台小学校 | 鹿児島市立伊敷台中学校 |
| 伊敷町     | その他   | 鹿児島市立伊敷小学校   | 鹿児島市立伊敷台中学校 |

## 交通

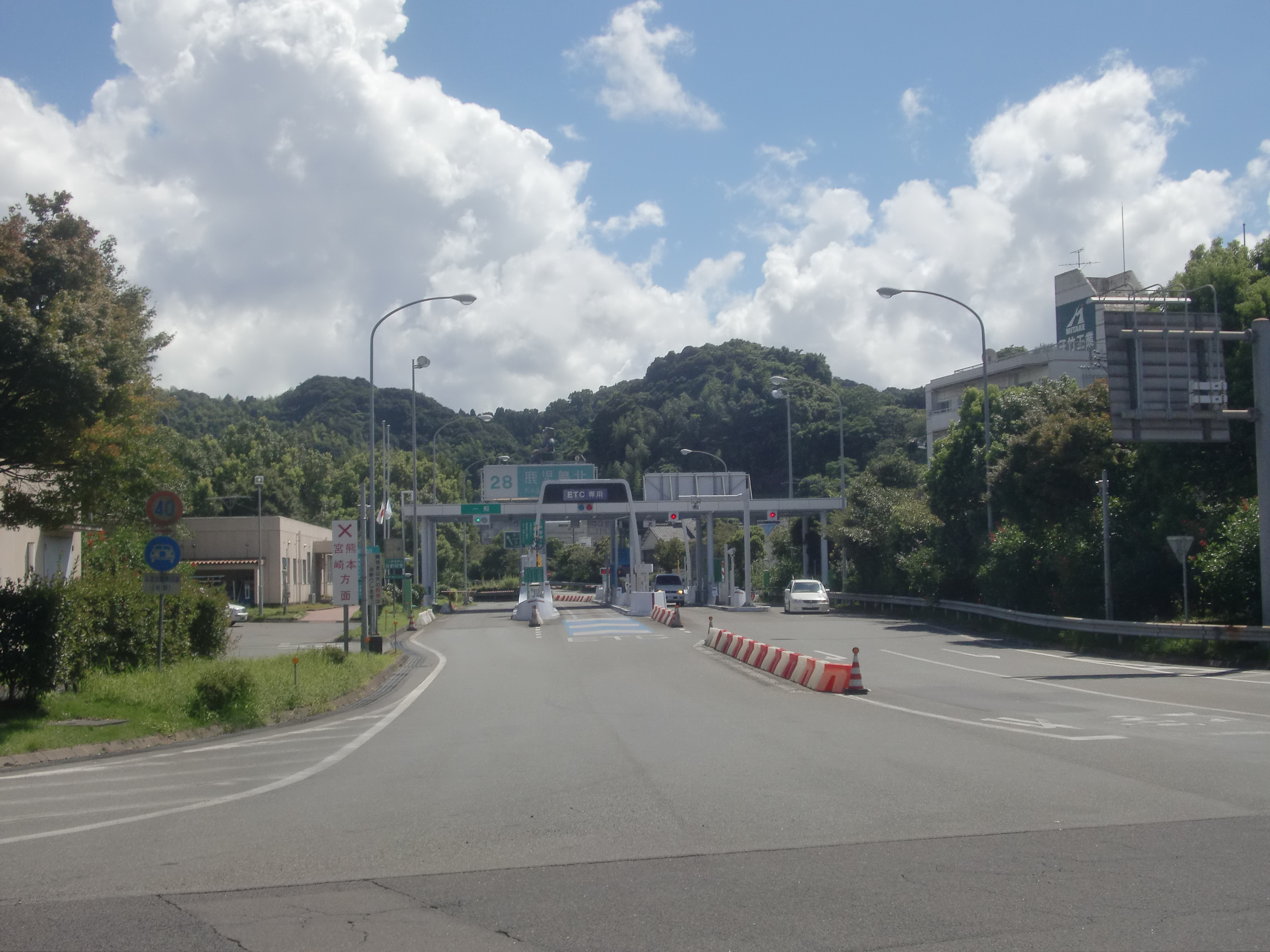
鹿児島北インターチェンジ

### 道路
高速自動車国道
- 九州自動車道（九州縦貫自動車道鹿児島線）
  - 鹿児島北インターチェンジ

一般国道
- 国道3号

主要地方道
- 鹿児島県道18号鹿児島北インター線

### 鉄道
1961年（昭和36年）に鹿児島市電伊敷線のうち下伊敷電停～上伊敷電停間が開通し、町域内には上伊敷電停が設置された。1962年（昭和37年）には上伊敷電停は伊敷町電停に改称された。1985年（昭和60年）に伊敷線の全線が廃止されたのに伴い、上伊敷電停も廃止となり町域内から駅（電停）は消滅した。

## 関係する人物

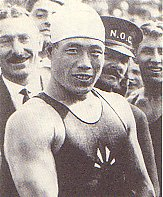
鶴田義行

### 出身者
- 鶴田義行（水泳選手）
アムステルダムオリンピック並びにロサンゼルスオリンピックの競泳平泳ぎ200mの金メダリスト（競泳競技における日本人初の金メダリスト[48][49]）。日本人初のオリンピック連覇者[50][48]。男子200メートル平泳ぎの元世界記録保持者（2分45秒0）。伊敷八丁目の生家跡地に像が設置されている[51]。

### 居住者
- 桂庵玄樹（臨済宗の僧侶）
山口に生まれた。京都の南禅寺で修行し、明に渡ったのち島津忠昌に招かれて薩摩国に入国して伊敷に居住した[10][11]。